# Eslourenties-Daban
Eslourenties-Daban település Franciaországban, Pyrénées-Atlantiques megyében. Lakosainak száma 376 fő (2022. január 1.). Eslourenties-Daban Gardères, Arrien, Lombia, Lourenties és Saubole községekkel határos.

## Népesség
A település népességének változása:
| Lakosok száma | 278  | 290  | 315  | 332  | 353  | 361  | 369  | 372  | 376  |
|               | 2013 | 2015 | 2016 | 2017 | 2018 | 2019 | 2020 | 2021 | 2022 |